# Kubologisk Sportsforening
Kubologisk Sportsforening stod for det første danske mesterskab i løsning af Rubiks terning, som blev afholdt i 1981.
Ved landsstævnet i 1981 blev 17-årige Jan Sørensen fra Kokkedal Danmarksmester med en gennemsnitstid på 44 sekunder. Nummer to blev 14-årige Simon Laub fra Hjørring med en gennemsnitstid på 52 sekunder. Nummer tre blev Lars Møller Jørgensen (60,3 sek.) fra Egå, mens nummer fire blev Kim Rasmussen (59,4 sek) fra Mørke. Indledende runder skilte de bedste fra, som så kæmpede alle mod alle om pladserne i semifinale og endelig finale. De enkelte kampe blev afviklet over 3 til 5 heat, hvor terningen hver gang blev mixed af modstanderen for at sørge for maksimal sværhedsgrad. I finalen lå Jan Sørensen med bedste tider omkring 38 sekunder, mens Simon Laub havde tider omkring de 45 sekunder.
Kubologisk Sportsforening blev stiftet af matematikere fra Aarhus Universitet. Formand og næstformand J. Brock og B.Ehmsen udsprang f.eks. fra dette miljø. De ivrigste og dygtigste "kubologer" var imidlertid typisk gymnasiaster og elever fra ottende til tiende klasse. Mange af disse kom dog også siden hen til at studere fag med matematisk indhold.
Udover afholdelse af mesterskaber arbejdede Kubologisk Sportsforening på udbredelse af kendskabet til Rubiks terning og studier i optimale løsningsmetoder.
Familie Journal havde i januar 1982 en fyldig reportage
fra mesterskaberne i 1981.
- Danmarksmester i Rubiks terning 1981: Jan Sørensen. Klik for stort foto
- Nummer et og to ved DM i 1981: Jan Sørensen og Simon Laub. Klik for stort foto